# Instituto para las Obras de Religión
El Instituto para las Obras de Religión o IOR (en italiano: Istituto per le Opere di Religione), conocido popularmente como el Banco Vaticano, es una institución de la Iglesia católica situada en la Ciudad del Vaticano. Fue fundado por el papa Pío XII en 1942 con el propósito de conservar y administrar los bienes confiados al Instituto por personas físicas o jurídicas que tengan por objetivo actividades religiosas o caritativas. Entre otras funciones, permite a la Santa Sede administrar sus recursos y sirve para financiar a las iglesias con mayores necesidades económicas situadas en los países más pobres.

## Funcionamiento
Aunque popularmente es conocido como el Banco Vaticano, técnicamente no lo es, ya que el Instituto para las Obras de Religión no tiene fines de lucro y tampoco presta dinero o realiza inversiones directas. Sí tiene la obligación de mantener la capitalización de la entidad y el dinero de sus clientes, por lo que el capital recibido se invierte en bonos de Estado, en obligaciones y en el mercado interbancario.
El IOR administra fondos por un valor de 7 000 millones de euros y cuenta con casi 19 000 usuarios, de los cuales unos 5 200 son instituciones católicas, que tienen la titularidad de más del 85% de los fondos administrados; y 13 700 son personas entre las que se encuentran religiosos, empleados de la Ciudad del Vaticano y otros autorizados, como pueden ser los enviados diplomáticos ante la Santa Sede.
Tras haberse visto afectado por la bancarrota del Banco Ambrosiano y varios escándalos, en la actualidad está llevando a cabo un proceso de transparencia, para el cual se harán públicos informes anuales sobre su situación financiera y en noviembre de 2013 fue contratada la empresa auditora Ernst & Young para la realización de auditorías externas a fin de descartar irregularidades.
En 2010 el papa Benedicto XVI promulgó una nueva ley para prevenir el lavado de dinero y una de sus últimas decisiones antes de renunciar al papado fue la del nombramiento del abogado alemán Ernst von Freyberg, perteneciente a la Orden de Malta, como director de la entidad. En noviembre de 2015 el papa Francisco nombró a Gian Franco Mammì como director de la entidad, reemplazando a Jean-Baptiste de Franssu, quien la presidía desde julio de 2014.
En este marco, el 1 de octubre de 2013 el Instituto hizo público su informe anual por primera vez en su historia. En él se detalla un beneficio neto de 86,6 millones de euros en el año 2012; cantidad que permitió al IOR aportar una contribución de 54,7 millones de euros al presupuesto de la Santa Sede.

## Papel en cultura popular
La película de 1990 el "Padrino III", hace del Instituto para las Obras de Religión un elemento central dentro de la trama conspirativa de la misma.
En la película española Que baje Dios y lo vea, el rebelde padre Salvador hackea y hace uso indiscriminado de la Banca Vaticana para salir de situaciones límite.